# Louis Wierts
Louis Wierts (Schinnen, 21 mei 1944) is een Nederlandse beeldhouwer. Hij heeft zijn atelier, een galerie en een beeldentuin in Schimmert.

## Levensloop
Wierts studeerde Werktuigbouwkunde aan de Stadsacademie voor Toegepaste Kunsten in Maastricht en vervolgens aan de Rietveld Academie in Amsterdam. Daarna bezocht hij de Hogeschool voor de Kunsten in Utrecht en rondde zijn studies af in de Plastiekwerkplaats Nederland.
Hij maakte als een van de eerste beeldhouwers binnen Europa een combinatie van kristalglas samen met brons. Iets anders waar hij zich ook mee onderscheidde was het schakelen van vormen of stapelen, wat een beeldbepalend thema werd binnen zijn werk.
Materialen waar Wierst onder andere mee werkt zijn staal, RVS, glas, maar het liefst met brons. 

## Werken (selectie)

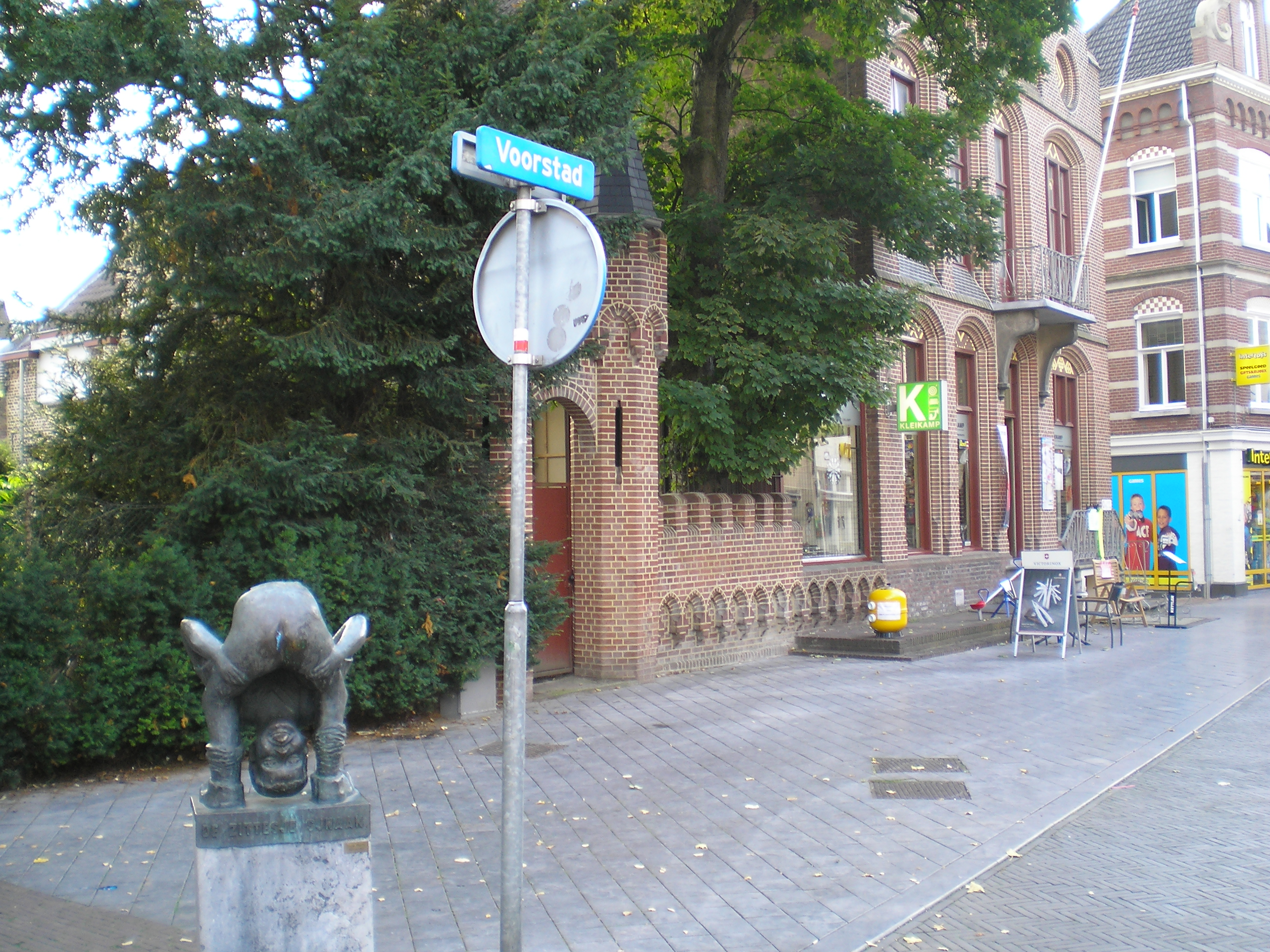
De Zittesje Sjnaak aan de Voorstad in Sittard.

- Appel en peer (1979)
- Dansende meisjes (1980)
- De Zittesje Sjnaak (1984)
- Twee trollen (1987)
- La Vie (1988)
- Levensbol (1997)

- RKD-Nederlands Instituut voor Kunstgeschiedenis: 84240